# Lastauropsis villosus
Lastauropsis villosus är en tvåvingeart som beskrevs av Carrera 1949. Lastauropsis villosus ingår i släktet Lastauropsis och familjen rovflugor. Inga underarter finns listade i Catalogue of Life.